# Hieracium pilosum
Hieracium pilosum — вид квіткових рослин з родини айстрових (Asteraceae). Вид зростає в Європі: Німеччина, Швейцарія, Ліхтенштейн, Австрія, Словаччина, Польща, Франція, Італія, Словенія, Хорватія, Боснія та Герцеговина, Чорногорія, Сербія, Косово, Північна Македонія, Албанія, Румунія; це багаторічна рослина помірних біомів.

## Морфологічна характеристика
Схожий на H. villosum, але зовнішні приквітки не розширені та не виступаючі, стеблове листя здебільшого сидяче зі звуженою основою, стебло лише під головкою із зірчастими волосками. Період цвітіння: липень і серпень. 2n=36.